# انگل

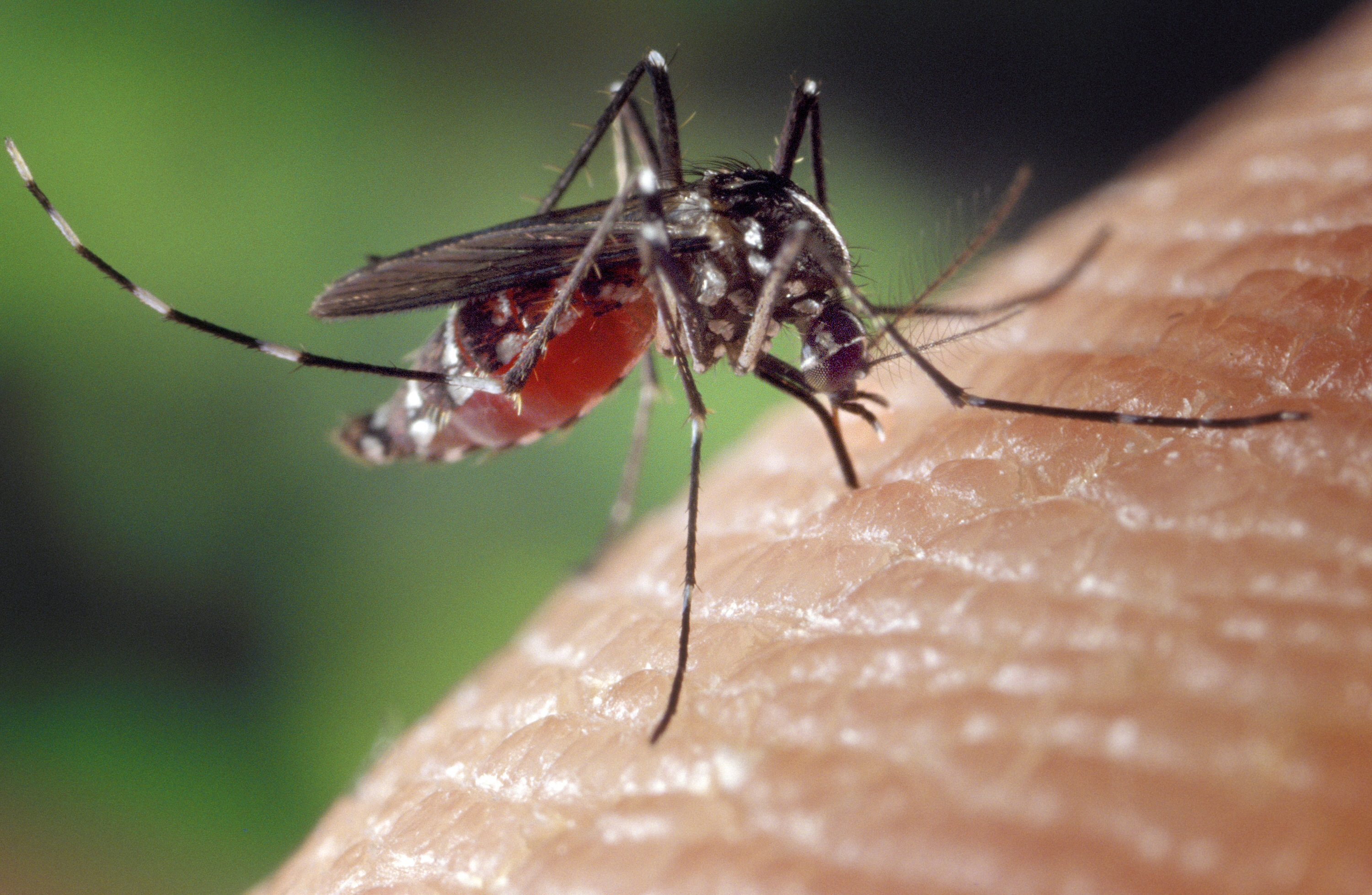
پشه‌ای بر روی پوست انسان، متعلق به گونه آئدس که می‌تواند انگل‌هایی را به انسان منتقل کند.

اَنگَل (به انگلیسی: parasite) به موجودی گفته می‌شود که حداقل یک قسمت از دوره زندگی خود را بر روی یا داخل بدن موجود زنده دیگری زندگی کرده و از این زندگی فایده می‌برد یا تغذیه می‌کند.
گیاه یا جانوری که دچار انگل می‌شود میزبان نام دارد. بعضی از انگل‌ها فقط با میزبان معینی سر و کار دارند. برای نمونه انگل آلش تنها روی ریشه درخت آلش زندگی می‌کند؛ ولی سایر انگل‌ها در انتخاب میزبان سخت‌گیر نیستند. مثلاً برای کنهٔ چوب تفاوتی نمی‌کند که خون آدمی بمکد یا خون سگ. بسیاری از انواع سس‌ها به هر گیاهی که دسترس‌شان باشد انگل می‌شوند.
برخی از انگل‌ها در طی زندگی خود به بیش از یک میزبان نیاز دارند. جانور تک‌یاخته مولد مالاریا قسمتی از عمر خود را در بدن آدمی و قسمتی را در بدن پشه به‌سر می‌برد. بسیاری از انگل‌ها از میزبان خود نه تنها غذا می‌گیرند، بلکه به عنوان پناهگاه نیز از آن استفاده می‌کنند. کرم کدو همه عمر خود را در بدن جانوری به سر می‌برد و از آن غذا می‌گیرد. کک که از خون سگ می‌مکد، درون بدن آن زندگی نمی‌کند ولی موی بدن سگ برایش پناهگاهی است.
ممکن است انگلی همیشه با میزبان خود همراه نباشد. مثلاً کَنه چوب به بالای شاخه گیاهی که روی آن به‌سر می‌برد می‌خزد و به بدن هر جانوری که مجاور شود می‌چسبد. خرطومش را درون پوست جانور فرومی‌کند و خون می‌مکد. سپس خود را روی چمن می‌اندازد تا بتوانند آن همه غذایی را که خورده‌است هضم کند.
برخی از موجودات زنده نیمه‌انگلند. دارواش یکی از آن‌هاست. دارواش روی درختان به سر می‌برد و ریشه خود را به درون تنه آن‌ها می‌فرستند و از میزبان خود فقط آب می‌گیرد. بقیه مواد لازم را می‌توانند در برگ‌های خود بسازد. بیشتر انگل‌های گیاهی در گروهی به نام قارچ‌ها هستند. همه قارچ‌ها انگل نیستند. قارچ‌های انگلی مانند زنگ‌ها و نیز میکروب‌های بیماری‌زا آسیب فراوان به گیاهان و جانوران می‌رسانند. بیشتر انگل‌های حیوانی متعلق به گروه‌های گوناگون هستند. برخی از انگل‌های حیوانی به گروه کرم‌ها، بعضی به گروه حشرات و کنه‌ها، و پاره‌ای نیز به گروه آغازیان و دیگر جانوران تعلق دارند. هیچ گیاه یا جانور بزرگی نیست که از دست انگل در امان باشد. اغلب گیاهان و جانوران کوچک نیز انگل دارند. هر انگلی خود میزبان انگل کوچکتری است. مثلاً کک خون سگ را می‌مکد. درون بدن این کک‌ها احتمالاً جانوران تک‌یاخته‌ای به سر می‌برند و در بدن این تک‌یاخته‌ها نیز شاید باکتری‌هایی زندگی بکنند.
انگل‌ها از نظر بزرگی به دو دستهٔ ریزانگل و درشت‌انگل تقسیم می‌شوند. حدود ۷۰٪ انگل‌ها ریزانگل و جزو میکروارگانیسم‌ها هستند، مانند انگل بیماری مالاریا، در حالی که سایرین درشت‌انگل هستند. طول برخی از درشت‌انگل‌ها به بیش از ۳۰ متر می‌رسد.
انگل‌شناسی علمی است که به وسیله آن شکل خارجی و داخلی و سیر تکامل و طرز سرایت انگل به انسان و حیوان مورد مطالعه قرار می‌گیرد.
زندگی انگلی عبارتست از یکی از اشکال هم‌زیستی فیزیولوژیکی بین دو حیوان از دو جنس مختلف که یکی از آن‌ها (انگل) معمولاً کوچک‌تر و ضعیف‌تر بوده و در سطح یا داخل بدن جنس قوی‌تر (میزبان) زندگی و تغذیه می‌کند و در بدن او ایجاد اختلال می‌نماید. این هم‌زیستی ممکن است دائم یا موقت باشد.

## انواع مختلف زندگی انگلی
- انگل‌های برون‌زی (Ectoparasite) به انواعی که بر سطح بدن میزبان زیست می‌کنند گفته می‌شود. مانند شپش و کک.
- انگل‌های درون‌زی (Endoparasite) به انواعی که در داخل بدن میزبان زندگی می‌کنند می‌گویند. مانند کرم‌های روده‌ای و تک یاخته‌ها
- انگل‌های اختیاری (Facultative) به انواعی که در خارج بدن میزبان نیز می‌توانند زندگی کنند گفته می‌شود و به دو دسته تقسیم می‌گردند:
  - انگل اختیاری (Facultative Parasite) که بیشتر زندگی مرده‌خواری دارند و تحت شرایطی می‌توانند به صورت انگل در آیند.
  - مرده‌خوار اختیاری (Facultative Saprophyte) که بیشتر زندگی انگلی دارند و تحت شرایطی می‌توانند به صورت مرده‌خوار در آیند.
- انگل‌های اجباری (Obligatory) که برای ادامه زندگی حتماً باید در داخل بدن میزبان زندگی کنند و گرنه از بین می‌روند. مانند اکثر کرم‌های روده‌ای.
- انگل‌های موقتی (Temporary) آن‌هایی هستند که مدت کوتاهی به میزبان می‌چسبند.
- انگل‌های دائمی (Permanent) که تمام یا قسمت مهمی از زندگی خود را در داخل بدن میزبان می‌گذرانند. مانند اکثر کرم‌ها.
- انگل‌های تصادفی (Accidental) که انگل‌هایی که به‌طور اتفاقی وارد بدن میزبانی بجز میزبان اصلی خود می‌شوند که در این صورت سیر تکاملی آن‌ها تغییر می‌کند مانند کیست هیداتید (کرم سگ) که ندرتاً در انسان مشاهده می‌شود یا مالاریای میمون که ناگهانی باعث ابتلای انسان می‌شود.
- انگل یک‌میزبانی (Monoxenous) که دوره زندگی خود را در بدن یک میزبان می‌گذرانند. مانند آسکاریس.
- انگل‌های چندمیزبانی (Heteroxenous) که باید در بدن دو یا چند میزبان زندگی کنند. مانند انواع فیلرها.
- انگل‌های بیماری‌زا (Pathogene) که در بدن میزبان باعث ایجاد ناراحتی میگردند.
- انگل‌های بی‌زیان یا گندروی (Saprophyte) که وجود آن‌ها در بدن میزبان بی‌ضرر است. مانند بسیاری از آمیب‌های روده و هم‌زیستی بین انگل و میزبان را اشتراکی (Commensalism) می‌گویند.
- انگل‌های سرگردان (Erratic) که به انگل‌هایی گفته می‌شود که در بعضی مواقع در اثر وجود عواملی از محل زیست اصلی خود به نقطه دیگری از بدن رفته و در آنجا جایگزین می‌شود. مانند آسکاریس که محل اصلی زیست این کرم در روده باریک است ولی در اثر شرایطی مانند تب بالا به نقاط دیگری از بدن مانند صفرا یا کبد می‌رود و به همین علت به این کرم، کرم دیوانه (Mad worm) گفته می‌شود. حتی دیده شده که کرم آسکاریس بر اثر تب بالا از چشم پسر بچه‌ای بیرون آمده‌است.